# Palmeira-do-chile
Palmeira-do-chile ou palma-chilena, é o nome comum da espécie Jubaea chilensis (Molina) Baill., uma planta da família das Arecaceae que constitui a única espécie do género monotípico Jubaea.
É nativa da região central do Chile, onde é endémica numa pequena área entre as coordenadas 32°S e 35°S nas regiões do sul do Coquimbo, Valparaíso, Santiago, O'Higgins e norte de Maule. A palmeira-do-chile é a mais corpulenta das palmeiras, podendo atingir 25 m de altura, com a estipa a chegar por vezes aos 5 metros de circunferência junto ao solo. É de crescimento muito lento, não florindo antes dos 60 anos de idade. Crê-se que é a palmeira de folhas pinadas mais resistente ao frio, sobrevivendo à exposição prolongada a temperaturas entre −12 °C e −15 °C.
Durante muito tempo pensou-se que a extinta palmeira da Ilha da Páscoa pertencia a este género, sendo actualmente considerada distinta deste e colocada no seu próprio género, Paschalococos. No entanto, estudos genéticos que demonstram que as sementes da palmeira Jubaea na costa chilena tem as mesmas características das palmeiras encontradas na Ilha de Páscoa. (Fonte: Grau, Juan (1996) "Jubaea, The Palm of Chile qnd Easter Island?", Rapa Nui Jornal: Jornal of the Easter Island Foundation: Vol. 10 : Isso. 2, Article 3.

## Descrição
- Estipa: única, cilíndrica e de grandes dimensões, podendo atingir de 10 à 25 metros de altura (40 m em situações excepcionais), sendo mais grossa na base do que nas proximidades da coroa. Pode atingir diâmetros de 1,3 m, tendo sido registado um exemplar com 5 m de circunferência junto ao solo. A estipa é recoberta por uma casca macia e lisa, cinzenta, frequentemente marcada por grandes cicatrizes deixadas pela base do pecíolo das folhas.
- Coroa: coroa de folhas comprimidas e sub-horizontais na zona central e recurvas, ou mesmo pendentes, na zona externa. É densa, contende de 40 a 50 folhas pinadas, com 3 a 5 m de comprimento.
- Folhagem: persistente, de 4 a 5 m de comprimento, pinadas, folíolos com cerca de 0,60 m, lineares a lanceolados, glaucos na página inferior. Os pecíolos são curtos, fibrosos, destacando-se facilmente da estipa quando a folha morre.
- Flores: a espécie é monóica, produzindo uma inflorescência em forma de espádice. As flores unisexuadas emergem por entre as folhas inferiores, tendo cor púrpura.
- Frutos: ovóides, com uma polpa cor de laranja e fibrosa que envolve a semente. A semente é um grão contendo um tegumento branco, comestível, semelhantes a pequenos cocos. Por essa razão, no Chile são denominados coquitos.
- Distribuição: A Jubaea chilensis ocorre naturalmente no Chile, na zona compreendida entre as latitudes 32º S e 35º S, abrangendo o sul da região de Coquimbo e nas regiões de Valparaíso, Santiago, O'Higgins e o norte da região de Maule. Em resultado da sua limitada área geográfica de expansão e da destruição de habitat que tem sofrido, é hoje listada pela IUCN como espécie vulnerável.
- Habitat: No sopé dos Andes, até aos 1500 metros de altitude, nas encostas voltadas para o Oceano Pacífico. Cresce melhor nas zonas de clima mediterrânico seco. Devido ao abate indiscriminado e à perda de habitat, as suas populações estão reduzidas a povoamentos esparsos em zonas protegidas.
- Estado de conservação da espécie: A palmeira-do-chile está classificada pela UICN como espécie ameaçada com estatuto de vulnerável (VU A1cd). A sua exploração e abate estão regulamentados.
- Sobrevive bem em locais com Inverno temperado, embora possa suportar alguma geada e temperaturas que ocasionalmente desçam até aos −12 °C (existem registos da sobrevivência de exemplares adultos a vários dias com temperaturas até −15 °C), o que faz dela uma das palmeiras mais resistentes ao frio. Tolera bem estios frescos e secos. Existem exemplares cultivados de Jubaea chilensis em todas as regiões temperadas de clima mediterrânico e oceânico, sendo frequente na Europa ocidental. Em Lorient, na Bretanha, existem dois grandes exemplares que ainda apresentam marcas de balas disparadas na Segunda Guerra Mundial.

## Utilização

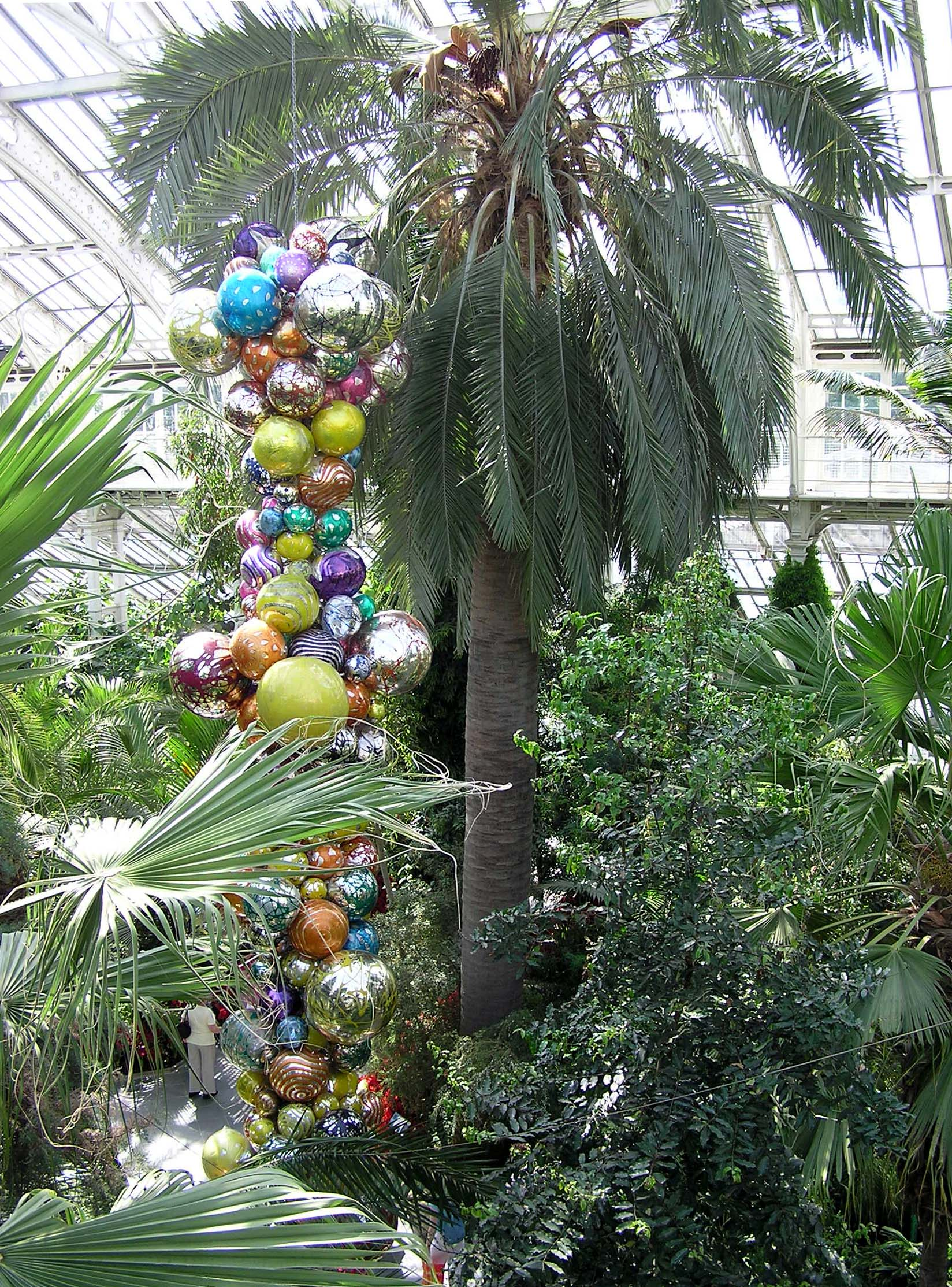
Exemplar de palmeira-do-chile existente nos Royal Botanic Gardens de Kew.

Produz uma seiva rica em açúcares que pode ser utilizada como edulcorante (mel de palma) ou fermentada para produzir um vinho. Estes usos levaram a que a planta seja designada por palmeira-do-mel ou palmeira-do-vinho.
Dado que a exploração da seiva implicava em muitos casos o abate da planta, hoje o seu uso está regulamentado dada a vulnerabilidade da espécie, sendo a seiva recolhida através de entalhes na estipa.
Os frutos são comestíveis, assemelhando-se a pequenos cocos, sendo recolhidos e consumidos em fresco.

## O géneroJubaea

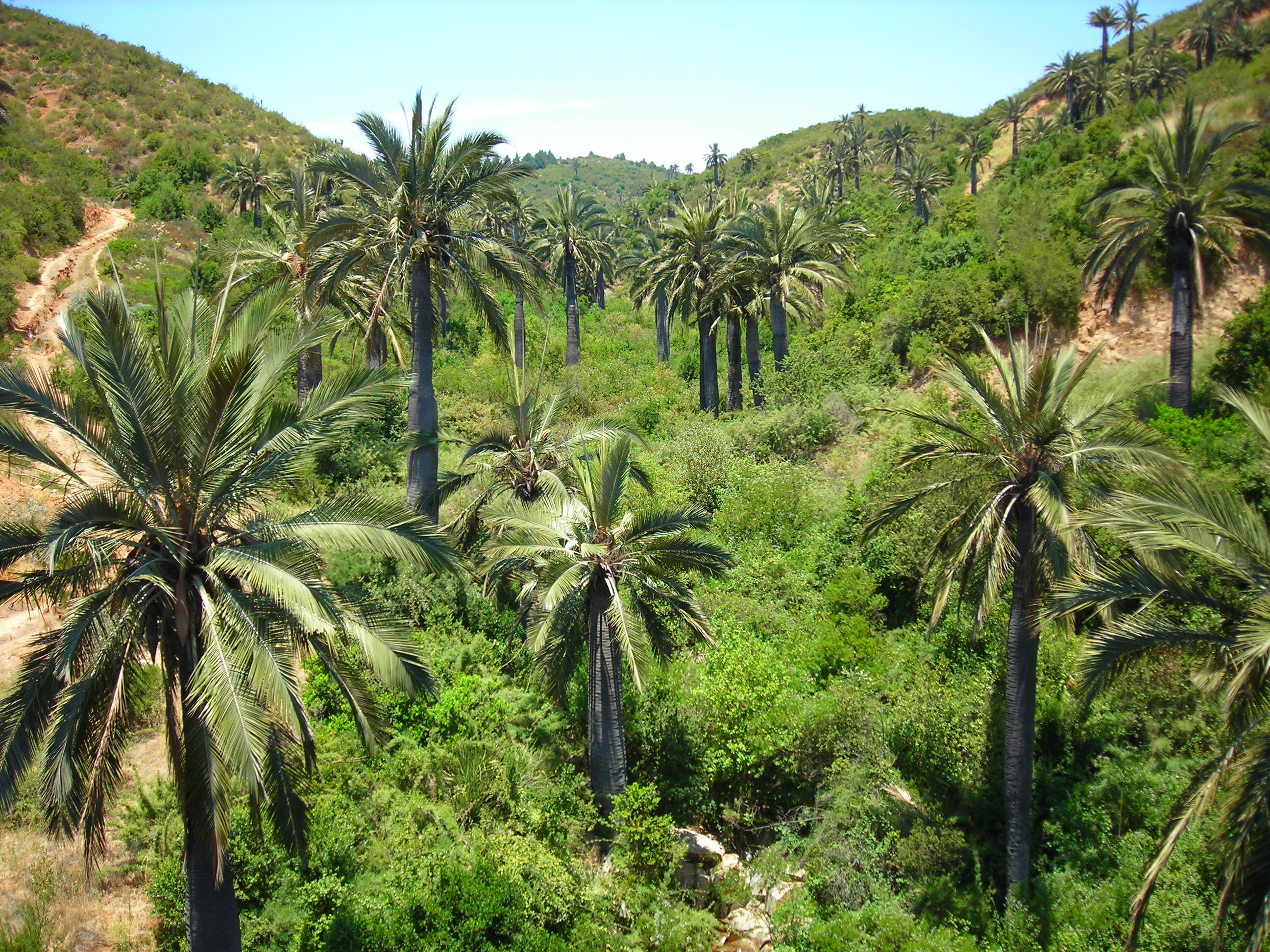

O género monotípico Jubaea é taxonomicamente próximo de um grupo de géneros com distribuição geográfica exclusiva no hemisfério sul. A origem desses géneros situa-se em África (Jubaeopsis), continuando-se para leste por Madagáscar (Voanioala), pela Melanésia (Cocos), Chile (Jubaea) e Bolívia (Parajubaea), terminando no sul do Brasil (Syagrus, Butia, Lytocaryum, Allagoptera e Polyandrococos).
O género foi denominado Jubaea pelo botânico alemão Karl Sigismund Kunth em honra de Juba II, rei da Numídia.